# Melinaea orestes
Melinaea orestes är en fjärilsart som beskrevs av Osbert Salvin 1871. Melinaea orestes ingår i släktet Melinaea och familjen praktfjärilar. Inga underarter finns listade i Catalogue of Life.